# Сельское поселение Нижнеерогодское
Сельское поселение Нижнеерогодское — упразднённое сельское поселение в составе Великоустюгского района Вологодской области.
Центр — деревня Лодейка.
Население по данным переписи 2010 года — 278 человек, оценка на 1 января 2012 года — 262 человека.

## История
Центр Нижнеерогодского сельского поселения — деревня Лодейка — упоминается в документах с 1623 года. Она располагается на левом берегу Сухоны, между устьями двух рек — Нижней Ерги и Верхней Ерги. Название «Ерга» происходит от финно-угорского «ярга» — «яма на реке», «омутная река».
Вокруг Успенской церкви в деревне Лодейка сформировался Нижнеерогодский приход, в который входило 33 деревни с общим населением около 2000 человек.
В 1924 году был образован Нижнеерогодский сельсовет.
В 1999 году был утверждён список населённых пунктов Вологодской области. Согласно этому списку в состав Нижнеерогодского сельсовета входили 19 населённых пунктов.
В 2001 году была упразднена деревня Володино. В том же году к Нижнеерогодскому сельсовету была присоединена часть территории упразднённого Луженгского сельсовета, расположенная на левом берегу реки Сухоны с деревнями Большое Каликино, Заручевье, Ленивица, Мякальская Слобода, Пупышево, Царева Гора.
1 января 2006 года в соответствии с Федеральным законом № 131 «Об общих принципах организации местного самоуправления в Российской Федерации» сельсовет был преобразован в сельское поселение.
Законом Вологодской области от 29 мая 2017 года № 4147-ОЗ были преобразованы, путём их объединения, сельские поселения Марденгское и Нижнеерогодское — в сельское поселение Марденгское с административным центром в деревне Благовещенье.

## Природа
Территория сельского поселения холмистая, большую роль в её формировании сыграл ледник. На ней расположены геологические памятниками: мыс Бык в устье Верхней Ерги, Марков лог, пещера у деревни Нижний Прилук; обнажение породы на реке Мякалице, где песчаниковые линзы под действием воды и ветра приобрели необычные формы.

## Экономика
В 1920-е годы на территории Нижнеерогодского сельсовета было образовано множество колхозов, которым потом были объединены в совхоз.
На территории сельского поселения работает Лодейское лесничество — отделение Великоустюгского сельлесхоза, пекарня, магазины.

## Культура и образование
В начале XX века в деревне Лодейка действовала Успенская церковь. На каменной колокольне церкви было 8 колоколов, освящённых в честь Покрова Пресвятой Богородицы. Церковь была закрыта в апреле 1931 года и разрушена в 1935 году, к 1941 году из кирпича разобранной церкви была построена школа. В 2008 году на средства местных жителей в деревне была построена деревянная часовня.
28 августа в Лодейке отмечали престольный праздник — Успение Пресвятой Богородицы. Этот день стал Днём деревни Лодейка.
Работают Нижнеерогодский дом культуры, Нижнеерогодская сельская библиотека, Лодейская основная общеобразовательная школа, Лодейский детский сад, отделение связи деревни Лодейка, фельдшерско-акушерский пункт деревни Лодейка.

## Населённые пункты
В состав сельского поселения входило 23 деревни.
| Населённый пункт           | ОКАТО          | Рег. номер | Расстояние до районного центра, км | Расстояние до центра поселения, км | Индекс | Координаты                      |
| -------------------------- | -------------- | ---------- | ---------------------------------- | ---------------------------------- | ------ | ------------------------------- |
| деревня Березово           | 19 214 832 003 | 1048       | 43,5                               | 4,5                                | 162353 | 60°40′08″ с. ш. 45°43′48″ в. д. |
| деревня Большое Вострое    | 19 214 832 004 | 1049       | 42,5                               | 3,5                                | 162353 | 60°39′52″ с. ш. 45°42′47″ в. д. |
| деревня Большое Каликино   | 19 214 832 020 | 996        | 42                                 |                                    | 162352 | 60°40′30″ с. ш. 45°50′49″ в. д. |
| деревня Выползово          | 19 214 832 006 | 1050       | 39,4                               | 0,4                                | 162353 | 60°41′37″ с. ш. 45°46′32″ в. д. |
| деревня Григорьевское      | 19 214 832 007 | 1052       | 38                                 | 1                                  | 162353 | 60°42′18″ с. ш. 45°45′42″ в. д. |
| деревня Давыдовское        | 19 214 832 008 | 1053       | 40                                 | 1                                  | 162353 | 60°41′17″ с. ш. 45°44′04″ в. д. |
| деревня Загорье            | 19 214 832 009 | 1054       | 38,8                               | 3,2                                | 162353 | 60°43′31″ с. ш. 45°45′25″ в. д. |
| деревня Запань             | 19 214 832 010 | 1055       | 38                                 | 3,5                                | 162353 | 60°42′30″ с. ш. 45°48′28″ в. д. |
| деревня Заручевье          | 19 214 832 021 | 999        | 36                                 |                                    | 162352 | 60°41′58″ с. ш. 45°54′30″ в. д. |
| деревня Ленивица           | 19 214 832 022 | 1002       | 38                                 |                                    | 162352 | 60°42′30″ с. ш. 45°53′40″ в. д. |
| деревня Лодейка            | 19 214 832 001 | 1046       | 39                                 | —                                  | 162353 | 60°41′46″ с. ш. 45°45′16″ в. д. |
| деревня Малая Горка        | 19 214 832 011 | 1057       | 42,8                               | 0,8                                | 162353 | 60°42′15″ с. ш. 45°45′05″ в. д. |
| деревня Мартыново          | 19 214 832 012 | 1056       | 38,6                               | 3                                  | 162353 | 60°43′40″ с. ш. 45°45′48″ в. д. |
| деревня Мякальская Слобода | 19 214 832 023 | 1006       | 38                                 |                                    | 162352 | 60°42′05″ с. ш. 45°53′18″ в. д. |
| деревня Нижний Прилук      | 19 214 832 013 | 1058       | 35                                 | 4                                  | 162353 | 60°42′36″ с. ш. 45°48′52″ в. д. |
| деревня Печерза            | 19 214 832 014 | 1059       | 47,5                               | 8,5                                | 162353 | 60°38′12″ с. ш. 45°42′28″ в. д. |
| деревня Пупышево           | 19 214 832 024 | 1008       | 37                                 |                                    | 162352 | 60°42′11″ с. ш. 45°54′01″ в. д. |
| деревня Ровдино            | 19 214 832 015 | 1060       | 40                                 | 1,4                                | 162353 | 60°42′09″ с. ш. 45°48′12″ в. д. |
| деревня Рупосово           | 19 214 832 016 | 1061       | 38,8                               | 0,8                                | 162353 | 60°42′10″ с. ш. 45°46′45″ в. д. |
| деревня Скорятино          | 19 214 832 017 | 1062       | 39,7                               | 0,7                                | 162353 | 60°40′52″ с. ш. 45°44′41″ в. д. |
| деревня Соловьёво          | 19 214 832 018 | 1063       | 39,3                               | 0,7                                | 162353 | 60°42′02″ с. ш. 45°47′00″ в. д. |
| деревня Тишино             | 19 214 832 019 | 1064       | 45                                 | 6                                  | 162353 | 60°40′42″ с. ш. 45°41′27″ в. д. |
| деревня Царева Гора        | 19 214 832 025 | 1012       | 34                                 |                                    | 162352 | 60°41′32″ с. ш. 45°55′06″ в. д. |

Упразднённые населённые пункты:
| Населённый пункт   | ОКАТО          | Рег. номер | Расстояние до районного центра, км | Расстояние до центра поселения, км | Комментарий                                           |
| ------------------ | -------------- | ---------- | ---------------------------------- | ---------------------------------- | ----------------------------------------------------- |
| деревня Володино   | 19 214 832 005 | 1051       | 38                                 | 2,1                                | Упразднена 18.01.2001                                 |
| деревня Афанасовец | 19 214 832 002 | 1047       | 44                                 | 5                                  | Упразднена 25.05.2020 60°39′16″ с. ш. 45°43′02″ в. д. |